# 210P/Christensen
210P/Christensen, o cometa Christensen 1, è una cometa periodica appartenente alla famiglia delle comete gioviane.
Alcuni giorni dopo la scoperta della cometa, avvenuta il 26 maggio 2003, tornò alla ribalta la scoperta da parte dell'astrofilo cinese Xing-Ming Zhou, di una cometa nelle immagini riprese a partire dal 5 aprile 2003 dallo strumento SWAN della sonda SOHO; la risoluzione dello SWAN inferiore al 1°, non permise al momento di confermare da terra questa cometa, per cui queste osservazioni non sono state considerate valide per attribuire la scoperta a Xing-Ming Zhou . La riscoperta della cometa al successivo passaggio, avvenuta l'8 dicembre 2008, ha permesso di numerarla definitivamente.
Caratteristica degna di nota dell'orbita di questa cometa sono le piccole MOID col pianeta Venere, dell'ordine delle 0,0323 ua, pari a circa 4,8 milioni di km, e quella col pianeta Giove, dell'ordine della 0,5 ua.